# Douglas DC-1
O Douglas DC-1 foi o primeiro modelo da famosa série de aeronaves de transporte comercial American DC (Douglas Commercial). Embora apenas um exemplar do DC-1 tenha sido produzido, o projeto foi a base para o DC-2 e o DC-3, sendo este último uma das aeronaves de maior sucesso na história da aviação.

## Design e desenvolvimento
O desenvolvimento do DC-1 pode ser rastreado até a queda de 1931 de um avião da TWA, um Fokker F10 Trimotor no qual uma asa falhou, provavelmente porque a água infiltrou-se entre as camadas do laminado de madeira e dissolveu a cola que segurava as camadas juntos. Após o acidente, o Departamento de Aeronáutica do Departamento de Comércio dos Estados Unidos impôs severas restrições ao uso de asas de madeira em aviões de passageiros. A Boeing desenvolveu uma resposta, a Boeing 247, um bimotor monoplano com um trem de pouso retrátil, mas a sua capacidade de produção foi reservada para atender as necessidades de United Airlines, parte da United Aircraft e Transport Corporation, que também possuía Boeing. A TWA precisava de uma aeronave semelhante para responder à concorrência do Boeing 247 e pediu a cinco fabricantes que licitassem para a construção de uma aeronave de 12 assentos e três motores, totalmente em metal, capaz de voar 1.080mi (1.740km) a 150mph (242km/h). A parte mais exigente da especificação era que o avião deveria ser capaz de decolar com segurança de qualquer aeroporto nas rotas principais da TWA (e em particular Albuquerque, em alta altitude e com temperaturas severas de verão) com um motor não funcionando.
Donald Douglas inicialmente relutou em participar do convite da TWA. Ele duvidava que houvesse mercado para 100 aeronaves, o número de vendas necessário para cobrir os custos de desenvolvimento. No entanto, ele apresentou um projeto que consiste em uma aeronave bimotora toda de metal, com capacidade para 12 passageiros, uma tripulação de dois e um comissário de bordo. A aeronave excedeu as especificações da TWA mesmo com apenas dois motores, principalmente por meio do uso de hélices de passo controlável. Ele era isolado contra ruídos, aquecido e totalmente capaz de voar e realizar uma decolagem ou aterrissagem controlada em um único motor.
Don Douglas declarou em um artigo de 1935 sobre o DC-2 que o primeiro DC-1 custou U$ 325.000 para projetar e construir.

## Histórico operacional
Apenas uma aeronave foi produzida. O protótipo fez seu vôo inaugural em 1 de julho de 1933, pilotado por Carl Cover. Foi dado o nome do modelo DC-1, derivada de "Douglas Commercial". Durante meio ano de testes, ele realizou mais de 200 voos de teste e demonstrou sua superioridade sobre os aviões mais usados na época, o Ford Trimotor e o Fokker Trimotor. Ele voou pelos Estados Unidos em 19 de fevereiro de 1934, fazendo a viagem no tempo recorde de 13 horas e 5 minutos.
A TWA aceitou a aeronave em 15 de setembro de 1933 com algumas modificações (principalmente aumentando o assento para 14 passageiros e adicionando motores mais potentes) e posteriormente encomendou 20 exemplos do modelo de produção desenvolvido, que foi denominado Douglas DC-2.
O DC-1 foi vendido para Lord Forbes no Reino Unido em maio de 1938, que o operou por alguns meses antes de vendê-lo na França em outubro de 1938. Foi então vendido para a Líneas Aéreas Postales Españolas (LAPE) na Espanha em novembro de 1938 e também foi usado pela Força Aérea Republicana Espanhola como avião de transporte. Posteriormente operado pela Iberia Airlines a partir de julho de 1939 com o nome Negron, fez um pouso forçado em Málaga, Espanha, em dezembro de 1940 e foi danificado além do reparo.